# Avalon Aardoom
Avalon Aardoom (Dordrecht, 16 oktober 1997) is een Nederlands voormalig shorttracker. In 2013 werd Aardoom Nederlands kampioen in de juniorklasse, derde op het NK 2016 en derde op het WK in 2016 met de vrouwenrelay. In het voorjaar van 2018 wist zij nog een plaatsje te veroveren in de nationale selectie van bondscoach Jeroen Otter. In de seniorenklasse werd zij eerste op de 1500 meter op het NK 2018 en tweede in het totaalklassement.

## Gezondheid
Op haar zestiende werd zij geopereerd aan een aangeboren hartafwijking. Ondanks dat de operatie slaagde, moest Aardoom in 2020 toch vanwege haar gezondheid een punt zetten achter haar schaatscarrière.